# Wygorzele (Tychy)
Wygorzele – dzielnica Tychów położona we wschodniej części miasta.
Dzielnica graniczy od strony południowej z dzielnicami: Urbanowice, Jaroszowice, od strony zachodniej z Wartogłowcem i z dzielnicą Zwierzyniec, północna granica to linia brzegowa Lasów Murckowskich, zaś strona wschodnia to granica miasta Lędziny.

## Nazwa
Według niemieckiego językoznawcy Heinricha Adamy’ego nazwa Wygorzele pochodzi od staropolskiej nazwy gorzeć. Nazwa prawdopodobnie wiąże się z wypalaniem lasów w wyniku deforestacji. W swoim dziele o nazwach miejscowych na Śląsku wydanym w 1888 r. we Wrocławiu jako najstarszą zanotowaną nazwę miejscowości wymienia on obecną polską nazwę w odmianie Wygorzały podając jej znaczenie Brandfleck czyli po polsku wypalone miejsce.